# Március 17.
Március 17. az év 76. (szökőévben 77.) napja a Gergely-naptár szerint. Az évből még 289 nap van hátra.
Névnapok: Gertrúd, Patrik + Jozefa, Jozefin, Jozefina, József, Nóna, Páris, Patrícius, Petur, Petúr, Trudi.

## Események

### Politikai események
- 1241 – A magyar főurak a Pest alatti táborban megölték Kötöny kun vezért.
- 1848 – V. Ferdinánd király kinevezi Batthyány Lajost miniszterelnökké. Megalakul a független magyar felelős ministerium (kormány).
- 1861 – Kikiáltják az egységes Olaszországot, melynek első uralkodója II. Viktor Emánuel király lesz.
- 1936 – Németország felmondja  a locarnói egyezményt, csapatai bevonulnak az addig demilitarizált Rajna-vidékre.
- 1977 – Teng Hsziao-pinget visszahelyezik valamennyi tisztségébe.
- 1991 – Zmago Jelinčič vezetésével megalakul a Szlovén Nemzeti Párt.
- 1992 – Népszavazás zajlik Dél-afrikában, ahol végül szavazók 69 százaléka az Apartheid eltörlése mellett dönt.
- 2002 – A szocialisták veresége a parlamenti választásokon Portugáliában.
- 2008
  - Washingtonban aláírják az amerikai–magyar vízummentességi szerződés alapját jelentő egyetértési nyilatkozatot. Hasonló dokumentumot ír alá Michael Chertoff amerikai belbiztonsági miniszter Szlovákia és Litvánia képviselőjével is.
  - Koszovszka Mitrovicában az ENSZ rendőrsége hajnalban visszafoglalja a Koszovó függetlensége ellen tiltakozó szerb alkalmazottaktól a városi bíróság épületét. Több tucat embert őrizetbe vesznek.
  - Még a délelőtt folyamán Kosovska Mitrovica északi részének feldühödött szerb lakói kövekkel és Molotov-koktélokkal támadják az ENSZ–közigazgatás rendfenntartóit (UNMIK). A tömegből automata fegyverekkel és kézigránátokkal is támadják az UNMIK egységeket. A zavargásokban 63 ENSZ–rendőr és közel 70 koszovói szerb sérül meg, 32 embert vesznek őrizetbe.
  - A kuvaiti kormány minden tagja beadja lemondását Nászer asz-Szabáh miniszterelnök kezébe.

### Sportesemények

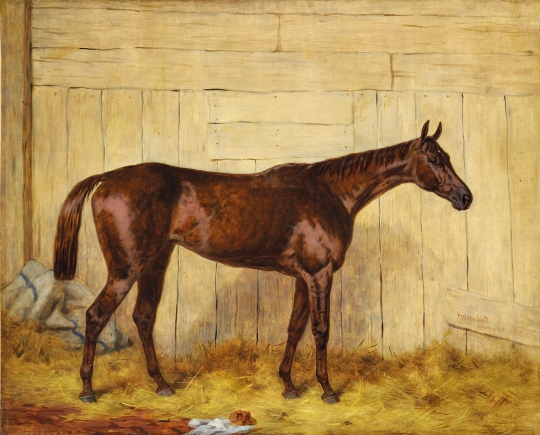
Kincsem Harry Hall festménye

- 1887 – Egy súlyos kólikaroham következtében kimúlik Kincsem a többszörös díjnyertes magyarországi versenyló, a legyőzhetetlen „csodakanca”.

Formula–1
- 2002 –  maláj nagydíj, Sepang – Győztes: Ralf Schumacher  (Williams BMW)
- 2013 –  ausztrál nagydíj, Melbourne – Győztes: Kimi Räikkönen  (Lotus Renault)
- 2019 –  ausztrál nagydíj, Melbourne – Győztes: Valtteri Bottas  (Mercedes)

### Egyéb események
- 2013 – Vásárosnaményban mérték az év leghidegebb hőmérsékleti értékét. Aznap -18,2 fokot mutattak a hőmérők.[1]

## Születések
- 1780 – Thomas Chalmers, skót teológus és hitszónok († 1847)
- 1811 – Karl Gutzkow német költő és író († 1878)
- 1834 – Gottlieb Daimler német mérnök, az első gépjármű kifejlesztője, a motorkerékpár feltalálója († 1900)
- 1840 – Bezerédj Pál magyar mezőgazdász († 1918)
- 1852 – Nagy Ferenc magyar jogász, jogtudós, politikus, az MTA tagja († 1928)
- 1852 – báró Wlassics Gyula magyar jogász, közjogi író, miniszter, az MTA tagja (* 1937)
- 1862 – Silvio Gesell német-argentin kereskedő, pénzelméleti szakember és a Freiwirtschaft-elmélet megalkotója († 1930)
- 1874 – Kincsem, a „csodakanca” († 1887)
- 1874 – Avgusztin Ivanovics Volosin, kárpátaljai ruszin görögkatolikus pap, politikus, Kárpátukrajna miniszterelnöke († 1945)
- 1907 – Körner József Kossuth- és Ybl-díjas építész († 1971)
- 1910 – Ralph Pratt amerikai autóversenyző († 1981)
- 1917 – Marton Endre kétszeres Kossuth-díjas magyar rendező, színigazgató, kiváló művész  († 1979)
- 1919 – Nat King Cole amerikai jazz-zenész, énekes, zongorista († 1965)
- 1920 – Mudzsibur Rahmán, bangladesi függetlenségi harcos, államfő, miniszterelnök († 1975)
- 1932 – Fred Gamble (Frederick Gamble) amerikai autóversenyző († 2024)
- 1933 – Rácz Sándor 1956-os politikus, a Nagy-Budapesti Központi Munkástanács elnöke   († 2013)
- 1938 – Rudolf Hametovics Nurejev tatár-orosz balett-táncos († 1993)
- 1940 – Popovits Zoltán magyar-finn-amerikai szobrászművész, ékszertervező
- 1941 – Dévényi Cecília magyar színésznő, koreográfus († 1998)
- 1944 – Hantos Balázs, magyar operaénekes, basszus
- 1944 – Voith Ági Jászai Mari-díjas magyar színésznő, érdemes és kiváló művész
- 1945 – Csemez Attila magyar táj- és kertépítész mérnök
- 1948 – Bodnár Erika Jászai Mari-díjas magyar színésznő, érdemes és kiváló művész
- 1949 – Patrick Duffy Bambi-díjas amerikai színész
- 1949 – Patrick James Rice (Pat Rice) angol, az Arsenal FC másodedzője
- 1951 – Kurt Russell amerikai színész
- 1951 – Sydne Rome amerikai színésznő, az aerobic népszerűsítője
- 1952 – Zsolnay András magyar színész
- 1954 – Varga Kata magyar színésznő
- 1955 – Gary Sinise Emmy-díjas amerikai színész
- 1959 – Josele Garza mexikói autóversenyző
- 1960 – Szegedi Csaba magyar festőművész
- 1976 – Paczuk Gabi magyar színésznő
- 1982 – Steven Pienaar dél-afrikai labdarúgó
- 1983 – Fehérvári Péter magyar színész
- 1983 – Raul Meireles portugál labdarúgó
- 1983 – Vajda Attila olimpiai bajnok magyar kenus
- 1985 – Tuğba Karademir török műkorcsolyázó
- 1986 – Silke Spiegelburg német atléta (rúdugró)
- 1986 – Edin Džeko bosnyák labdarúgó
- 1987 – Bobby Ryan amerikai jégkorongozó
- 1989 – Kagava Sindzsi japán labdarúgó
- 1990 – Hozier, ír zenész, énekes, dalszövegíró
- 1994 – Marcel Sabitzer osztrák labdarúgó

## Halálozások
- 0180 – Marcus Aurelius római filozófus, császár (* 121)
- 0461 – Szent Patrik, az írek apostola, latin nyelvű vallási művek szerzője, Írország védőszentje (* 385 körül)
- 1040 – I. Harold angol király (* 1017 körül)
- 1516 – Giuliano de’ Medici, Nemours hercege, Firenze ura (* 1479)
- 1680 – François de La Rochefoucauld francia herceg, író (* 1613)
- 1713 – Juraj Jánošík a hírhedt szlovák betyár (* 1688)
- 1782 – Daniel Bernoulli svájci orvos, fizikus és matematikus (* 1700)
- 1808 – Carl Hindenburg német orvos, filozófus, matematikus, fizikus (* 1741)
- 1853 – Christian Doppler osztrák matematikus és fizikus, a róla elnevezett Doppler-effektus felfedezője (* 1803)
- 1862 – Franz von Schlik császári-királyi lovassági tábornok (* 1789)
- 1887 – Kincsem, a „csodakanca” (* 1874)
- 1917 – Franz Brentano német filozófus és pszichológus (* 1838)
- 1921 – Nyikolaj Jegorovics Zsukovszkij orosz mérnök, az áramlástan jelentős kutatója (* 1847)
- 1924 – Ferdinandy Gejza magyar jogtudós, egyetemi tanár (* 1864)
- 1926 – Alekszej Alekszejevics Bruszilov orosz tábornok, első világháborús hadvezér (* 1853)
- 1951 – Habsburg–Tescheni Károly Albert osztrák főherceg, magyar és cseh királyi herceg, császári és királyi tüzérezredes (* 1888).
- 1952 – Láng Nándor régész, művészettörténész, klasszika-filológus, az MTA tagja (* 1871)
- 1956 – Irène Joliot-Curie Nobel-díjas francia magfizikus, fiziko-kémikus, Marie Curie fizikus leánya (* 1897)
- 1960 – Mattis Teutsch János magyar festőművész, szobrász, grafikus (* 1884)
- 1972 – Hajós György Kossuth-díjas magyar matematikus (* 1912)
- 1976 – Luchino Visconti olasz film-, színház-, és operarendező (* 1906)
- 1978 – Erdélyi Éva magyar úszó (* 1943)
- 1981 – Csinády István Jászai Mari-díjas magyar díszlettervező (* 1927)
- 1983 – Haldan Keffer Hartline Nobel-díjas amerikai biofizikus, fiziológus (* 1903)
- 1993 – Helen Hayes kétszeres Oscar-díjas amerikai színésznő (* 1900)
- 2005 – Fejes Tóth László magyar matematikus, geométer, az MTA tagja (* 1915)
- 2007 – John Backus amerikai matematikus, informatikus, több programnyelv kidolgozója, nevéhez kötődik a Backus–Naur-forma (* 1924)
- 2010 – G. Szabó Judit ifjúsági író  (* 1925)
- 2012 – III. Senuda kopt pápa, az alexandriai kopt ortodox egyház 117. vezetője és egész Afrika patriarchája Szent Márk evangélista szent apostoli trónján. (* 1923)
- 2015 – Gereben Ágnes magyar irodalomtörténész, műfordító, kritikus, egyetemi tanár (* 1947)
- 2016 – Kamondi Zoltán Balázs Béla-díjas magyar filmrendező, forgatókönyvíró, producer (* 1960)
- 2021 – Szersén Gyula Jászai Mari-díjas magyar színész, szinkronszínész (* 1940)
- 2023 – Párkai István Kossuth-díjas magyar karmester, a nemzet művésze (* 1928)
- 2024 – Kovács Ilona irodalomtörténész, műfordító, a Szegedi Tudományegyetem docense (* 1948)

## Nemzeti ünnepek, emléknapok, világnapok
- Írország – Nemzeti ünnep – Szent Patrik napja